# Al-Biruni

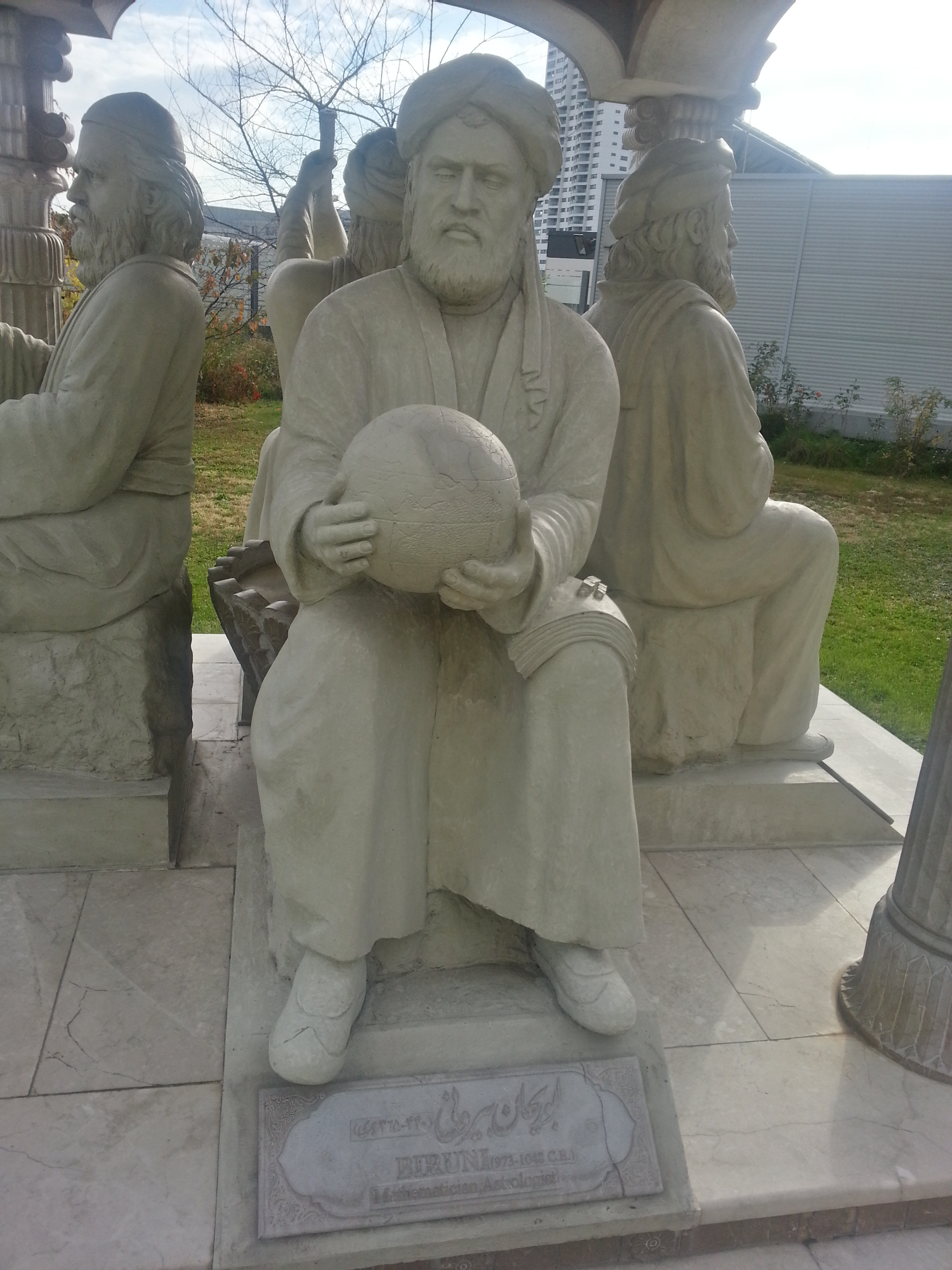
Al-Biruni statue à Vienne, Pavillon des érudits.

Abū l-Rayḥān Muḥammad ibn Aḥmad al-Bīrūnī (en persan : ابو الریحان محمّد بن احمد البیرونی, Abû l-Rayhân Muhammad ibn Ahmad al-Bîrûnî), né le 4, ou le 15 septembre 973 à Kath, Khwarezm (Grand Iran et actuel Ouzbékistan), mort le 13 décembre 1048, ou vers 1052 à Ghazni (Afghanistan actuel), dit Al-Bīrūnī ou Abou-Rihān, est un érudit persan. 
C'est un des plus grands savants du monde musulman médiéval, à la fois mathématicien, astronome, physicien, encyclopédiste, philosophe, astrologue, voyageur, historien, pharmacologue et précepteur. Il contribua grandement aux domaines des mathématiques, de la philosophie, de la médecine et des sciences. Il est connu pour avoir étudié la thèse de la rotation de la Terre autour de son axe et sa révolution autour du Soleil.

## Biographie
Il est né à Kath, capitale du Khwarezm, (en Ouzbékistan, près de l'actuelle Ourguentch) ou peut-être dans un faubourg, d'où il aurait tiré son surnom de Bīrūnī  (en persan bīrūn : « à l'extérieur »). Son village a été renommé Bērūnī d'après lui. Dans cette province, il suivit divers enseignements, Il étudia les mathématiques et l'astronomie auprès d'Abu Nasr Mansur.
Il fut un collègue du philosophe et médecin Avicenne et de l'historien, philosophe et éthicien Miskawayh, dans une université et un établissement de science établi par le prince Abu Abbas Ma'mun Khawarazmshah. Il fit partie de la suite de Mahmoud de Ghazni lors de ses campagnes en Inde. Là, il apprit le sanskrit, l'hindi et plusieurs dialectes, puis s'initia à l'histoire, la religion et la philosophie et aux coutumes du sous-continent indien. Il en tira la matière d'une Histoire de l'Inde (Kitâb fi Tahîiq ma li-l-Hind), très estimée. Il connaissait aussi le grec, et probablement le syriaque. Il écrivait en persan et en arabe.

## Réalisations
Quelques-unes de ses performances notables :
- À l'âge de 17 ans, il calcula la latitude de Kath, au Khwarezm, utilisant l'altitude maximum du Soleil.
- À 22 ans, il écrivit plusieurs ouvrages courts, dont une étude sur les projections de cartes, Cartographie, qui inclut une méthodologie pour projeter un hémisphère sur un plan.
- À 27 ans, il écrivit un livre appelé Chronologie qui fait référence à un autre ouvrage qu'il a complété (maintenant perdu) qui incluait plusieurs ouvrages dont un livre à propos de l'astrolabe, un à propos du système décimal, quatre à propos de l'astrologie, et deux à propos de l'histoire.
- Il mentionna la force d'attraction que la Terre exerce sur les corps, suivant en cela la théorie d'Aristote sur les corps graves.
- Il recalcula le rayon de la Terre à 6 339,6 km, avec une meilleure précision qu'Ératosthène qui l'avait calculé 13 siècles plus tôt avec une exactitude à 2 % près.  (ce résultat fut utilisé en Europe au XVIe siècle)[6],[7],[8].
- Selon Sigrid Hunke[9], il s'intéressa aussi à la théorie (dite « de Copernic ») de la rotation de la Terre autour de son axe et autour du Soleil : il aurait conçu cette théorie à la suite d'Aristarque de Samos (-300) et du Chaldéen Séleucos de Babylone (-200). D'après Ahmed Djebbar[10] et Roshdi Rashed[11], il n'étudia cependant que l'éventualité de la rotation de la Terre autour d'elle-même, et cela dans trois de ses livres : Étude des idées de l'Inde, dans lequel il signale que cette idée figure déjà dans les écrits d'Âryabhata et qu'elle est très plausible ; Astrolabe, où il donne une étude comparative des deux hypothèses : Terre en rotation et Terre immobile, mais sans prendre parti ; Le Canon Mas'ûdî, où il choisit l'hypothèse de la Terre ne tournant pas sur son axe.

## Travaux

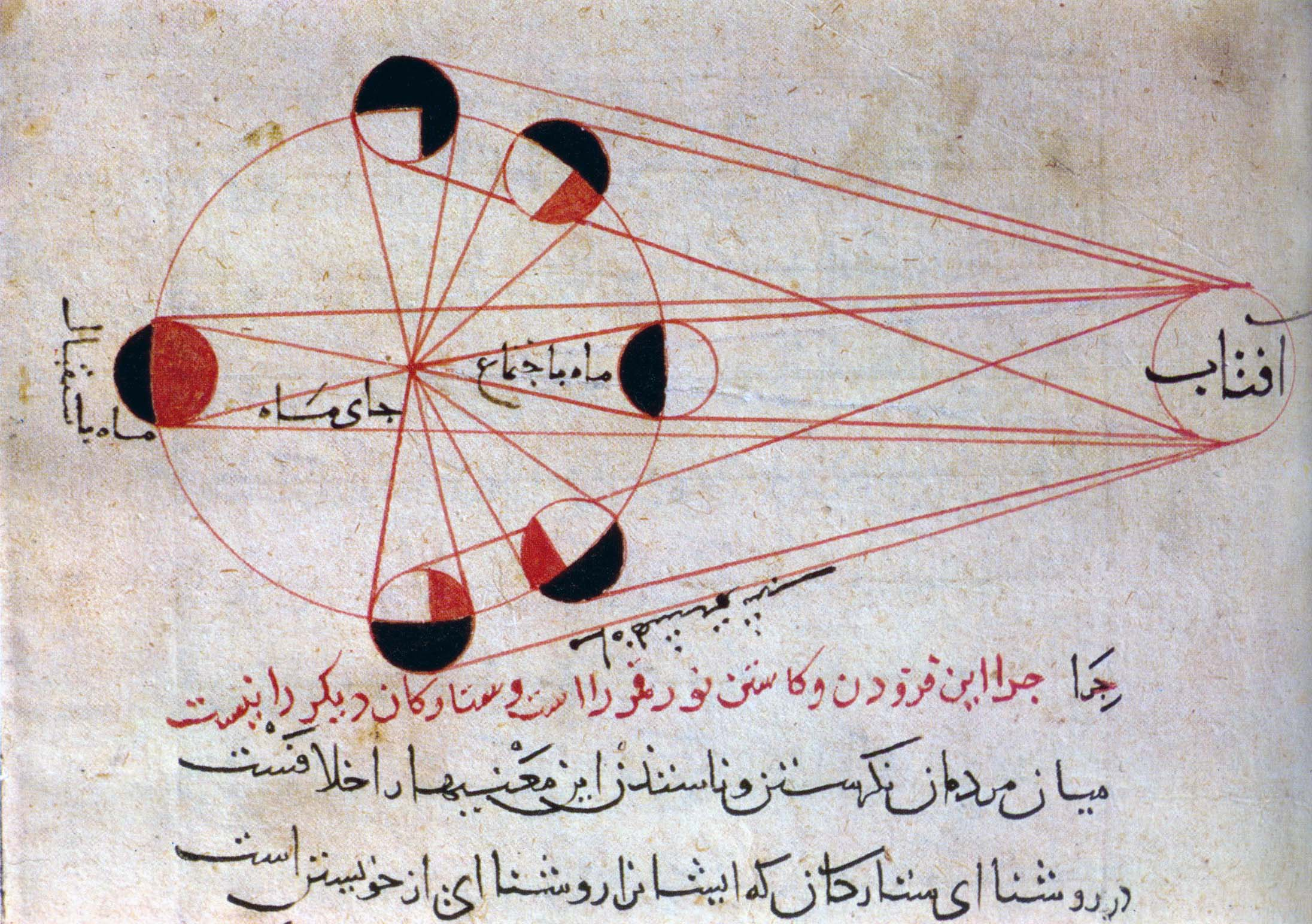
Étude des phases de la lune par Al-Bîrûnî.

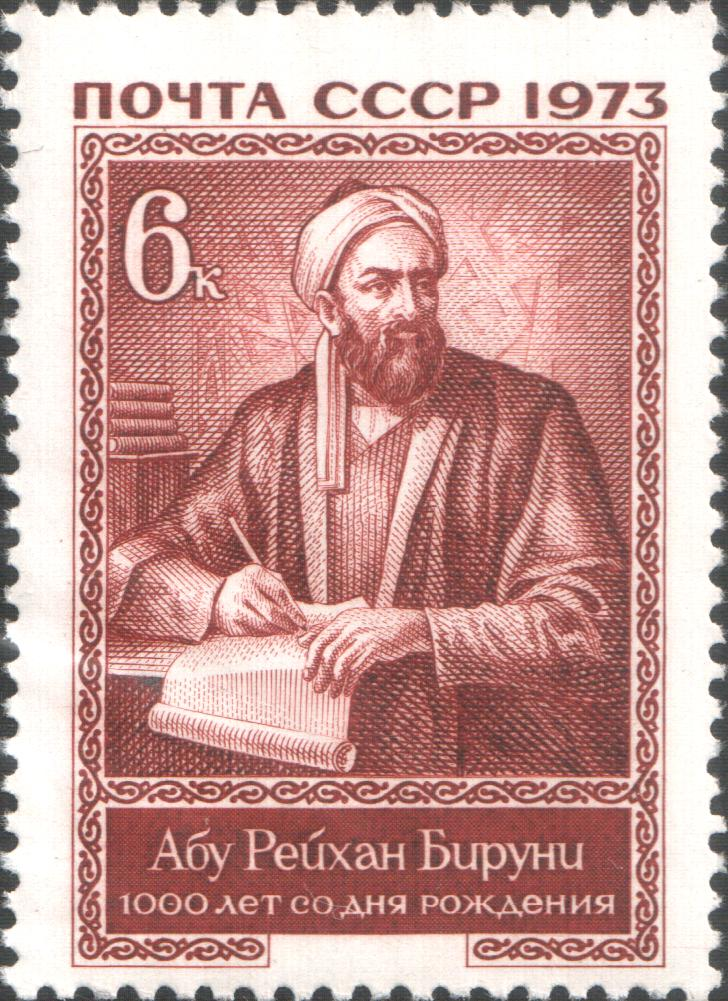
Al Bîrûnî : timbre soviétique de 6 kopeks.

Les nombreux travaux d'Al-Bîrûnî relèvent aussi bien du domaine mathématique que de nombreuses autres disciplines. Voici une sélection de ses apports.

### Mathématiques
Ses contributions aux mathématiques concernent les domaines suivants :
- l'arithmétique théorique et pratique,
- la sommation des séries,
- l'analyse combinatoire,
- la règle de trois,
- l'étude des nombres irrationnels mis en évidence par les Grecs,
- la théorie des rapports,
- les définitions algébriques,
- une méthode pour résoudre les équations algébriques,
- la géométrie,
- les théorèmes d'Archimède,
- la trisection de l'angle et son impossibilité pressentie.

### Minéralogie
- Kitab Al-Djamahir Fi Maârifati Al-Djawahir[12],[13] à propos de la géologie, des minéraux, et des gemmes, dédicacé à Mawdûd fils de Mas'ûd

### Autres

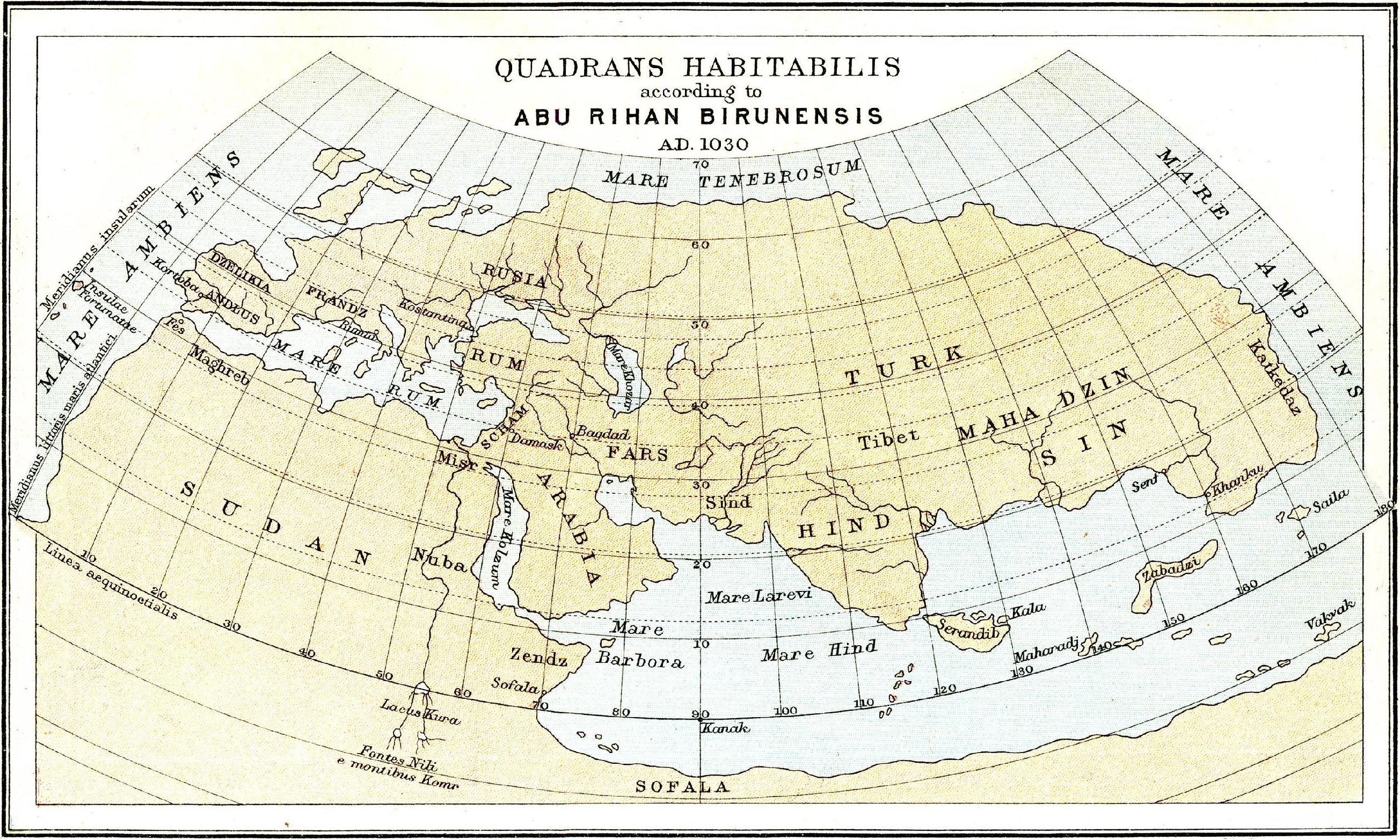
Reconstitution de la carte du monde d'Al Biruni, par Ernest Rhys, en 1912.

Dans les autres domaines, ses travaux incluent notamment :
- Étude des idées de l'Inde, qu'elles soient conformes à la raison ou rejetées par celle-ci[14] - compendium de la religion et de la philosophie de l'Inde. (Aussi appelé Livre de l'Inde). Il y traduit notamment le yoga sūtra de Patañjali du sanskrit en arabe :
  - Bīrūnī, Muḥammad ibn Aḥmad Abū al-Rayḥān al- (973-1050), Le livre de l'Inde, extraits choisis, trad. de l'arabe, présentés et annotés par Vincent-Mansour Monteil, Arles, Sindbad-Actes Sud/UNESCO, 1996, 365 p.
  - Il réalise alors une étude comparative des civilisations en analysant les spécificités des religions en Inde bien différentes de l'Islam pour les faire découvrir sans esprit polémique[8].
- Traces des siècles passés (en)[15]  (Kitāb al-Āthār al-bāqiyah)— étude comparative des calendriers des différentes cultures et civilisations, à laquelle se mêlent des informations mathématiques, astronomiques, et historiques. (Aussi appelé Chronologie des anciennes nations.)

- Le canon Mas'ûdî[16] — principale œuvre d'Al-Bîrûnî concernant l'astronomie, la géographie et l'ingénierie. C'est un ensemble de connaissances regroupées en onze volumes, et compilées entre 1030 et 1037[17] en l'honneur du sultan Mas'ud Ier, fils de Mahmoud de Ghazni, à qui l'ouvrage est dédié.
- Astrolabe
- Comprendre l'astrologie[18] — questions-réponses à propos des mathématiques et de l'astronomie, en arabe et en persan.
- Pharmacologie (à propos des drogues et des médicaments).
- Histoire de Mahmoud de Ghazni et de son père
- Histoire du Khwarezm

### Traductions
- Le Livre de l'Inde, traduit par Vincent-Mansour Monteil, Actes Sud (Sinbad) Unesco, Arles, 1996.
  - (en) Alberuni's India, An English edition by Edward Sachau, Londres:  Trübner & Co., 1910 (en ligne : volume 1, volume 2).
- Chronologie des peuples anciens. Trad. an. E. Sachau, Chronology of Ancient Nations, Londres, 1887.
- De l'instruction concernant les principes de l'astrologie (1029), éd. et trad. angl. de R. Ramsay, The Book of Instruction in the Elements of the Art of Astrology, Londres, Luzac, 1934.
- Pharmacologie et Materia medica, éd. et trad. angl. de H. M. Said, Karachi, 1973.
- Gemmes. The Book Most Comprehensive in Knowledge on Precious Stones (« Kitâb al-jamahir fi marifat al-jawahir »), Pakistan, Hijra Council, 1989.
- Correspondance avec Avicenne, en 997, où il propose des objections contre la philosophie d'Aristote. Ibn Sina répond à ses dix-huit questions, notamment sur le phénomène de la vision, l'existence du vide et la pluralité des mondes[19],[20].

### Études
- (en) Edward Stewart Kennedy, « Al-Bīrūnī », dans Complete Dictionary of Scientific Biography, vol. II, Détroit, éditions Scribner, 2008 (1re éd. 1970) (ISBN 978-0-684-31559-1, lire en ligne), p. 147-158 (disponible sur Internet Archive)
- Courrier de l'Unesco, « Al-Biruni: autour de l'an mil, en Asie centrale, un esprit universel, botaniste, astronome, mathématicien, physicien, minéralogiste, géographe, historien, philosophe, poète, humaniste », XXVII, 6, 1974 [Numéro consacré à Al-Bîrûnî] [lire en ligne (page consultée le 21 novembre 2021)]
- Jamal Bellakhdar et José Lewalle, « Un prince de la science : Abul-Rayhan Muhammad Al Biruni », Al Biruniya 1,1: 4-8, 1985 [lire en ligne (page consultée le 21 novembre 2021)].
- (en) Julio Samsó, « "al-Bīrūnī" in al-Andalus », dans From Baghdad to Barcelona: studies in the Islamic exact sciences in honour of Prof. Juan Vernet, vol. II, 1996 (lire en ligne), p. 583-612
- Halima El Ghrari, « Al-Biruni (973-1048) », dans Les promoteurs de l'esprit scientifique dans la civilisation islamique, trad. par Haydar El Yafi, Rabat, 2003, p. 55–57  (ISBN 978-9981-26-351-2) (html ou pdf en ligne).
- Laurent Herz, Al-Biruni, un génie de l'an mil, Éditions du Cygne, 2007  (ISBN 978-2-849-24053-3)
- Floréal Sanagustin, « ABŪ RAYḤĀN AL-BĪRŪNĪ : Un rationaliste à l'épreuve de l'altérité », Bulletin d'études orientales, vol. 55,‎ 2003, p. 249-263 (lire en ligne)
- (en) Michio Yano, « Bīrūnī: Abū al-Rayḥān Muḥammad ibn Aḥmad al-Bīrūnī », dans Biographical Encyclopedia of Astronomers, Springer, 2014, 2e éd. (DOI 10.1007/978-1-4419-9917-7_163, lire en ligne), p. 233-235
- (en) Abdul Latif Samian, « Al-Bīrūnī », dans Helaine Selin, Encyclopaedia of the History of Science, Technology, and Medicine in Non-Western Cultures, Springer, 2016, 3e éd. (DOI 10.1007/978-94-007-7747-7_8961, lire en ligne), p. 168-175

## Honneurs et mentions

### Éponymie
- Al-Biruni est le nom donné à un cratère d'impact sur la face cachée de la Lune en hommage au célèbre astronome.
- Al Biruniya, revue marocaine de pharmacognosie, d'études ethnomédicales et de botanique appliquée, publiée de 1985 à 1997 (13 volumes) à Rabat, commémore son nom.
- Al-Biruni est le nom donné à un club d'astronomie dans une maison de jeunes en Algérie, dans la daïra d'El Mouradia.

### Al-Bîrûnî en littérature
- Jean d'Ormesson écrit une Histoire du Juif errant, en 1990 dans laquelle le héros rencontre Al-Biruni. Il lui révèle la légende du point d'Aryabhata et Al-Biruni invente le zéro à cette occasion.
- Il est cité plusieurs fois dans le roman de Gilbert Sinoué, Avicenne ou La route d'Ispahan.